# Alexander-von-Humboldt-Schule Wittmund
Die Alexander-von-Humboldt-Schule Wittmund (auch als KGS Wittmund bekannt) ist eine kooperative Gesamtschule im Landkreis Wittmund und eine Partnerschule des Sportvereins Hannover 96. Sie wurde 2013 von etwa 1700 Schülern besucht und ist damit eine der größten Gesamtschulen Niedersachsens. An der Schule unterrichteten 2013 rund 160 Lehrer. Namensgeber der 1975 gegründeten Schule ist der deutsche Naturforscher Alexander von Humboldt.

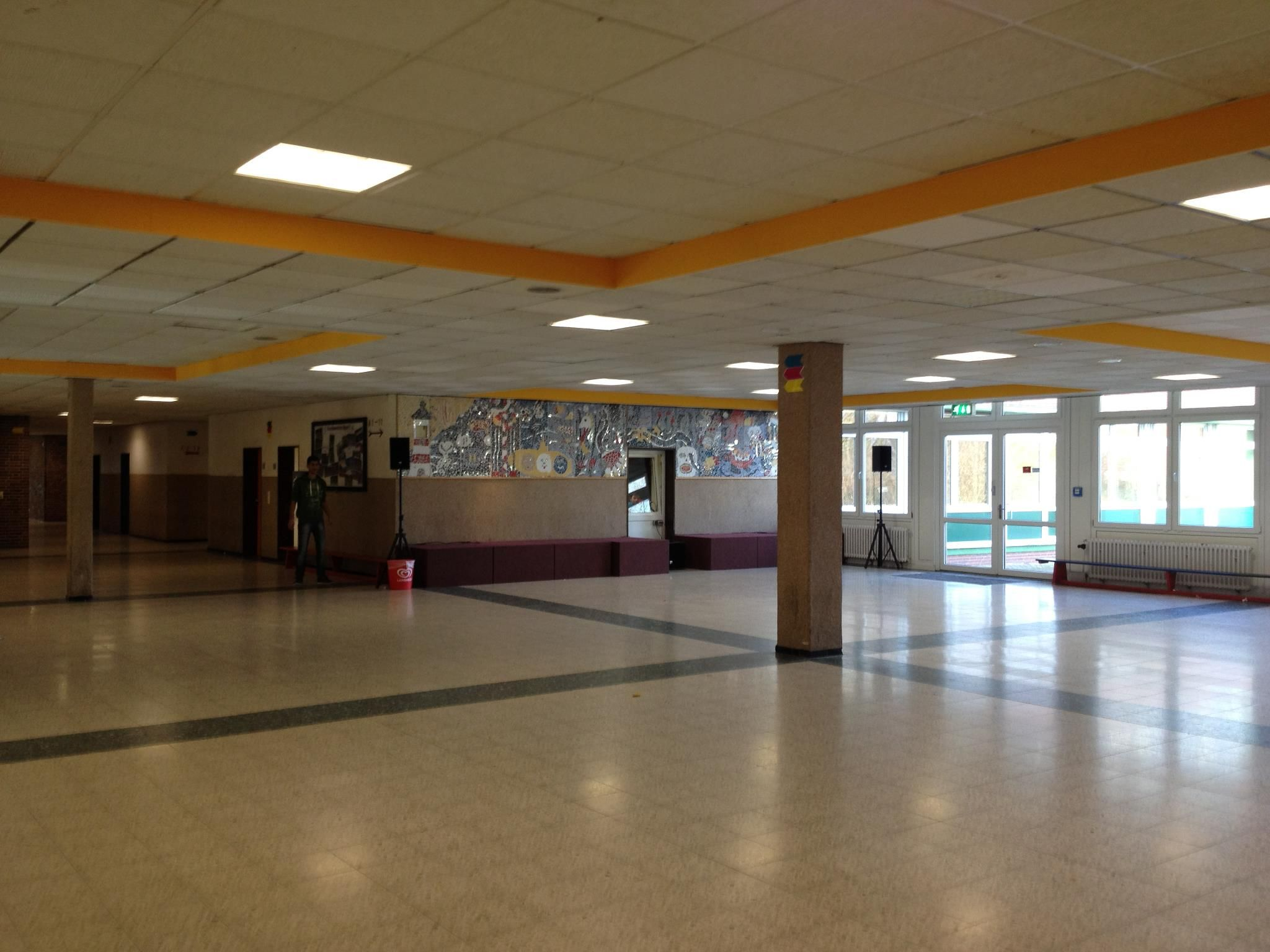
Ehemalige Pausenhalle der KGS Wittmund (ist beim Großbrand am 5. Juli 2013 zerstört worden)

## Profil der Schule
Die Alexander-von-Humboldt-Schule ist eine kooperative Gesamtschule. Neben einer Förderschule ist sie die einzige Schule im Bereich Sekundarstufe I in der Stadt Wittmund. In der Sekundarstufe II ist der Erwerb des Abiturs möglich. Zwei Drittel der Schüler kommen aus der Kernstadt Wittmund, ein Drittel erreicht die Schule aus dem Einzugsbereich der Schule, der sich auf den gesamten Landkreis Wittmund ausdehnt. Durchschnittlich haben die Jahrgänge 5 bis 10 eine Größe von etwa 250 Schülern. Als Ganztagesschule bietet die Schule ein umfangreiches Nachmittagsprogramm mit vielen Kooperationspartnern. Das Programm enthält Angebote wie das Theaterprojekt „Vorhang auf!“, das Zirkusprojekt „Manege frei!“ sowie das Projekt „Segelfliegen“ in Zusammenarbeit mit der Fluggruppe JG 71 Richthofen e. V. auf dem Luftwaffenstützpunkt Wittmundhafen.
An der Schule bestehen seit Jahren Austauschprogramme mit ausländischen Schulen. Seit 1982 wird ein deutsch-französischer Schüleraustausch durchgeführt. Seit dem Jahr 2000 organisiert der Fremdsprachen-Fachbereich der Schule einen regelmäßigen Schüleraustausch mit Schülern aus der italienischen Hauptstadt Rom. Seit 2009 besteht zudem ein Schüleraustauschprogramm mit dem französischen Gymnasium Lycée Lyautey in Casablanca in Marokko, an dem schon der französische Filmschauspieler Jean Reno zur Schule ging.

## Geschichte
Die Kooperative Gesamtschule wurde 1975 gegründet und ist nach dem deutschen Naturforscher Alexander von Humboldt benannt. Im Jahre 1981 wurde die gymnasiale Oberstufe eingeführt, so konnten die Schüler gleich an ihrer Schule bleiben und brauchten zum Eintritt in die Oberstufe nicht mehr auf eine andere Schule wechseln. Auch wurden die Nachbarschulen entlastet, da einige Schüler der Oberstufenklassen zur KGS wechselten. 1982 gab es den ersten Abiturjahrgang. Seit August 2004 ist die Alexander-von-Humboldt-Schule eine Ganztagsschule. 2007 wurde das Gebäude II der 5. und 6. Klassen umgebaut, um den Anforderungen an den Betrieb einer Ganztagsschule zu genügen.
Die Alexander-von-Humboldt-Schule ist Gründungsmitglied des Committee Europe, einem Zusammenschluss von inzwischen 20 Schulen aus neun europäischen Ländern. Das Komitee wurde am 12. Januar 1991 in Den Haag in den Niederlanden gegründet. Ziel ist der gegenseitige kulturelle Austausch, der Abbau von Vorurteilen und die Festigung der Idee eines europäischen Staatsbürgertums sowie die Integration behinderter Kinder in möglichst alle gemeinsamen Projekte.
Ende November 2010 gewann die Hörspiel-AG der Alexander-von Humboldt-Schule mit ihrem für das Sielhafenmuseum Carolinensiel erarbeiteten Hörspielbeitrag „Die Todesfahrt des Rettungsbootes Vegesack“ den Hörfunkpreis der Niedersächsischen Landesmedienanstalt in der Kategorie „Schul-Internetradio“. Als Preis erhielt die Hörspiel-AG 1.000 Euro, die in weitere Audio-Projekte investiert werden. Zum Anfang des Jahres 2011 bekam die Hörspiel-AG der KGS Wittmund eine eigene, vom Lions Club Wittmund e. V. und der Multimedia-Initiative n-21: Schulen in Niedersachsen online e. V. finanzierte Radiosendestation überreicht, die für weitere Hörstücke, Live-Sendungen aus der Schule und als Pausenradio für die Schüler genutzt werden soll. Die Preisübergabe erfolgte am 23. Februar 2011 u. a. durch den Präsidenten des Niedersächsischen Landtages Hermann Dinkla. Seit September 2011 geht das Pausenradio „Alex-on-air“ für die Schüler des Hauptgebäudes auf Sendung, ein weiteres für die Schüler des Gebäudes II ist seit April 2012 ebenfalls im Betrieb.
Am 5. Juli 2013 kam es zu einem Großbrand in der Schule, bei dem große Teile des Schulgebäudes zerstört wurden. Ursache des Großbrandes war die Explosion einer Gasflasche bei Dachdeckerarbeiten. 35 Klassenzimmer, 20 Funktionsräume, die große Pausenhalle sowie der Verwaltungstrakt und der gesamte Schulbuchbestand wurden zerstört. Es entstand ein Schaden von etwa zwölf Millionen Euro. Rund 800 der insgesamt 1700 Schüler mussten seit Beginn des neuen Schuljahres 2013/2014 bis zu den Osterferien 2014 in Containern unterrichtet werden. Nach den Ferien konnten sie wieder zurück in den grundsanierten A-Trakt der Schule. Die Schule soll bis Mitte 2017 wieder komplett aufgebaut und dadurch eine der modernsten Schulen in Niedersachsen werden.

## Mensa
Zu den Sanierungsarbeiten 2007 gehörte auch der Bau einer Mensa. Betrieben wird diese seit 2011 vom Förderverein der Schule.

## Schulleiter
Seit 2005 war Uwe Brauns Schulleiter. Er löste Dorothea Vogt ab, die nur kurz (2004–2005) die Schulleitung innehatte. Vogt selbst löste 2004 Klaus Cornelius als Schulleiter ab. Im September 2021 übernahm Reinhard Aulke die Leitung der Schule, der die Leitung im August 2024 an Hans Brügmann übergab.